# رود کامبرلند

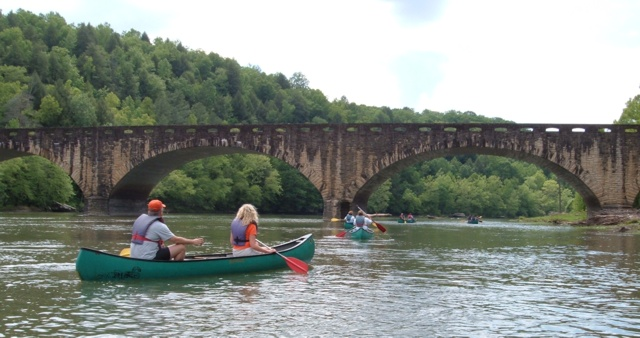
کانوسواری در رود کامبرلند

رود کامبرلند (به انگلیسی: Cumberland River) از آبراه‌های مهم جنوب ایالات متحده است. درازای آن ۱۱۰۶ کیلومتر است و حوزه آبریزی در حدود ۴۷۰۰ کیلومتر مربع در جنوب ایالت کنتاکی و شمال مرکزی ایالت تنسی را پوشش می‌دهد. مسیر عموماً شرق به فرب رود کامبرلند از رشته‌کوه آپالاچی شروع و تا محل تلاقی آن با رود اوهایو در نزدیکی پدوکا، کنتاکی و قبل از دهانه رود تنسی ادامه می‌یابد. مهمترین حوزه‌های آبریز آن شامل است بر رود اوبی، رود کانی فورک، استون ریور و رد ریور (تنسی) می‌باشند از شهرستان لتچر در کنتاکی شرقی در دشت کامبرلند آغاز شده و به رود اوهایو در اسمیث‌لند می‌ریزد.
نام بومیان آمریکا برای این رود واریتو بود.
بیشتر مسیر رود کامبرلند در مناطق خالی از سکنه است با این حال این رود از شهرهای مهمی از جمله نشویل و کلارک‌اسویل، تنسی عبور می‌کند. اضافه بر این سیستم سدهای نیز برای کنترل سیل و حریان اصلی رودخانه ایجاد شده‌است